# NGC 3687
NGC 3687 est une galaxie spirale barrée vue de face et située dans la constellation de la Grande Ourse. NGC 3687 a été découverte par l'astronome germano-britannique William Herschel en 1789.

## Caractéristiques
La classe de luminosité de NGC 3687 est II-III et elle présente une large raie HI.

### Distance
Sa vitesse par rapport au fond diffus cosmologique est de 2 800 ± 21 km/s, ce qui correspond à une distance de Hubble de 41,3 ± 2,9 Mpc (∼135 millions d'al).
À ce jour, cinq mesures non basées sur le décalage vers le rouge (redshift) donnent une distance de 29,240 ± 10,134 Mpc (∼95,4 millions d'al), ce qui est à l'intérieur des valeurs de la distance de Hubble. Notons cependant que c'est avec la valeur moyenne des mesures indépendantes, lorsqu'elles existent, que la base de données NASA/IPAC calcule le diamètre d'une galaxie et qu'en conséquence le diamètre de NGC 3687 pourrait être d'environ 24,0 kpc (∼78 300 al) si on utilisait la distance de Hubble pour le calculer.

### Émission de radiation ultraviolette
NGC 3687 est une galaxie dont le noyau brille dans le domaine de l'ultraviolet. Elle est inscrite dans le catalogue de Markarian sous la cote Mrk 736 (MK 736).

## Supernova
La supernova SN 1989A a été découverte dans cette galaxie par le cosmologiste Saul Perlmutter et l'astrophysicien Carlton R. Pennypacker dans le cadre de l'étude Berkeley Automated Supernova Search  le 19 janvier 1989. Cette supernova était de type Ia.